# مایا پترووا
مایا پترووا (روسی: Майя Андреевна Петрова؛ زادهٔ ۲۶ مهٔ ۱۹۸۲) بازیکن هندبال اهل روسیه است.
وی همچنین برندهٔ جوایزی همچون نشان دوستی شده‌است.